# Locmalo
Locmalo település Franciaországban, Morbihan megyében. Lakosainak száma 894 fő (2022. január 1.). Locmalo Séglien, Bubry, Persquen, Lignol, Ploërdut, Langoëlan, Guémené-sur-Scorff és Guern községekkel határos.

## Népesség
A település népességének változása:
| Lakosok száma | 800  | 934  | 936  | 834  | 905  | 909  | 904  | 903  | 903  | 894  |
|               | 1968 | 1982 | 1990 | 2006 | 2013 | 2015 | 2017 | 2019 | 2020 | 2022 |